# Lista de pinturas de Rafael

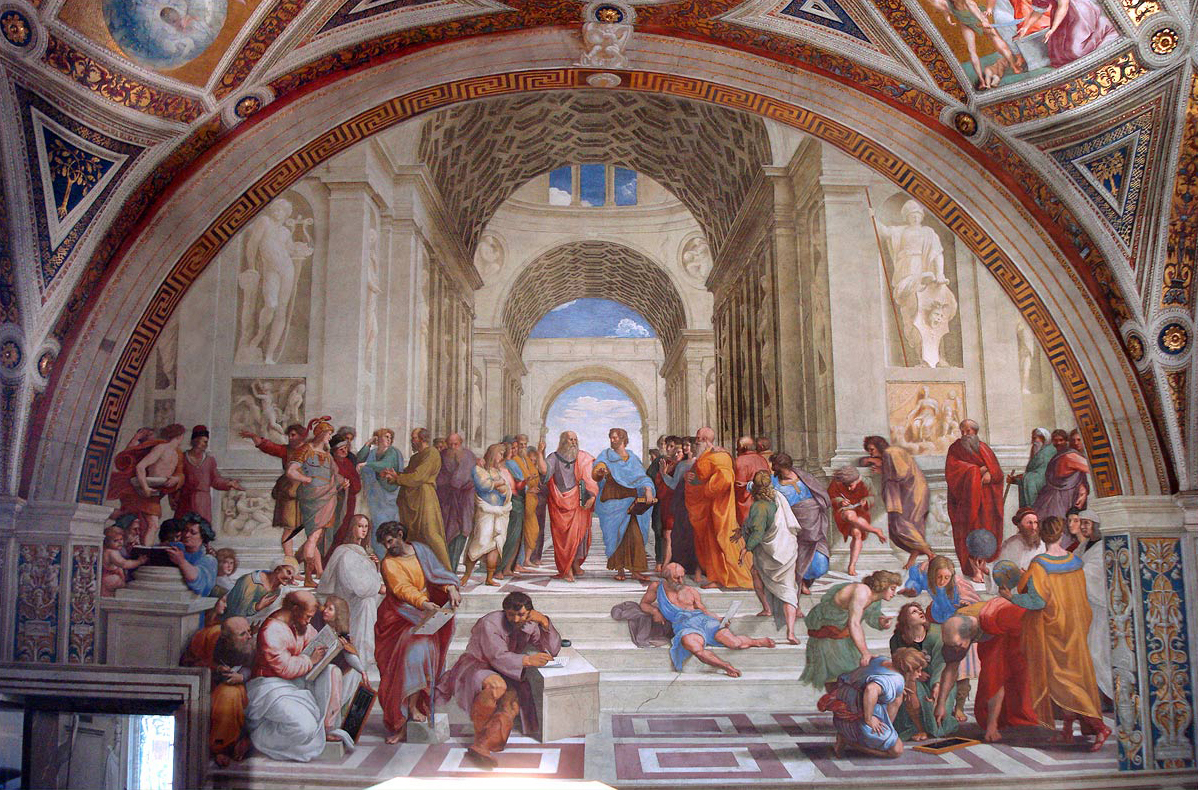
Escola de Atenas, 1509-1510. Uma das obras-primas de Rafael.

A carreira artística de Rafael, célebre pintor do Renascimento italiano, transcorreu da adolescência do artista (as primeiras obras são datadas pela historiografia a partir de 1499) a 1520, ano de sua morte, aos 37 anos. Famoso pela perfeição e graça com que executava suas pinturas e desenhos, Rafael forma, junto com Michelangelo e Leonardo da Vinci, a tradicional tríade dos grandes mestres do Renascimento. Foi extremamente influente em sua época, mas, após sua morte, o prestígio de seu rival Michelangelo foi mais amplamente difundido, até os século XVIII e XIX, quando seu preciosismo sereno foi novamente tomado como modelo por algumas gerações de artistas.
Apesar de sua morte precoce, Rafael foi um artista bastante produtivo. Conserva-se hoje um considerável corpus de obras suas, sobretudo nos museus nacionais italianos, com destaque para a Galleria degli Uffizi e o Palazzo Pitti, nos Museus Vaticanos, no Museu do Louvre e na National Gallery de Londres, entre outros importantes museus europeus. Nos Estados Unidos conservam-se registros de sua obra, na National Gallery of Art de Washington e em alguns importantes museus particulares, como o Metropolitan Museum of Art. Em Portugal, o Museu Nacional de Arte Antiga de Lisboa possui um painel de predela pintado pelo artista. No Brasil, o Museu de Arte de São Paulo conserva a única pintura de Rafael situada fora das coleções europeias e norte-americanas.

## Lista de pinturas
| Imagem                   | Informações técnicas | Status atributivo e outras informações | Localização                                                    |
| ------------------------ | --- | --- | -------------------------------------------------------------- |
| &0000000000026727.000000 | Madona da Casa Santi c. 1498 Afresco 97 × 67 cm                                                                                                   | Atribuída a Rafael Este afresco, localizado em um dos quartos da casa onde Rafael viveu em sua infância, era atribuído até recentemente ao pai do artista, Giovanni Santi. Para Ragghianti, Longhi e Brizio, a obra teria sido realizada por Rafael durante a adolescência. | Casa Santi Urbino                                              |
| &0000000000026727.000000 | Santíssima Trindade (frente de estandarte processional) 1499–1500 Óleo sobre tela 166 × 94 cm                                                     | Atribuída a Rafael Esta é a obra mais antiga dentre aquelas cuja atribuição a Rafael é geralmente aceita. Trata-se de uma bandeira de procissão e encontra-se em péssimo estado de conservação. O reverso do painel, atualmente separado da frente, mostra a criação de Eva a partir da costela de Adão. | Pinacoteca Comunale Città di Castello                          |
| &0000000000026727.000000 | A criação de Eva da costela de Adão (reverso de estandarte processional) 1499–1500 Óleo sobre tela 167 × 94 cm                                    | Atribuída a Rafael | Pinacoteca Comunale Città di Castello                          |
| &0000000000026727.000000 | Ressurreição de Cristo (Ressurreição Kinnaird) 1499–1502 Óleo sobre madeira 52× 44 cm                                                             | Atribuída a Rafael Esta obra é um dos primeiros trabalhos, dentre aqueles geralmente reconhecidos como autógrafos de Rafael, onde já se notam características típicas de sua poética e estilo compositivo, prenunciando, sobretudo, a tendência ao equilíbrio e o gosto pelo movimento, típicos de sua fase florentina. A atribuição da obra a Rafael, embora recente, é hoje quase consensualmente aceita pela crítica especializada. | Museu de Arte de São Paulo São Paulo                           |
| &0000000000026727.000000 | Deus Pai e Abençoada Virgem Maria (fragmentos do Retábulo Baronci) 1500–1501 Óleo sobre madeira 112 x 75 cm (Deus Pai), 51 x 41 cm (Virgem Maria) | Rafael Fragmentos do Retábulo Baronci, dedicado a São Nicolau de Toletino. O retábulo é a mais antiga obra documentada de Rafael e foi executado para a Capela Baronci da igreja de Sant'Agostino em Città di Castello. O retábulo foi severamente danificado por um terremoto em 1789 e seus fragmentos foram vendidos separadamente. | Museu Nacional de Capodimonte Nápoles                          |
| &0000000000026727.000000 | Anjo (fragmento do Retábulo Baronci) 1500–1501 Óleo sobre madeira 31 × 27 cm                                                                      | Rafael Fragmento do Retábulo Baronci, dedicado a São Nicolau de Toletino. O estudo preparatório para o retábulo traz apenas um anjo, mas uma cópia parcial do retábulo, feita no século XVIII, bem uma descrição datada de 1789 são indicativos de que Rafael havia pintado um par de anjos em cada lado do painel central. | Pinacoteca Tosio Martinengo Bréscia                            |
| &0000000000026727.000000 | Anjo (fragmento do Retábulo Baronci) 1500–1501 Óleo sobre madeira 57 × 36 cm                                                                      | Rafael Fragmento do Retábulo Baronci, dedicado a São Nicolau de Toletino. | Museu do Louvre Paris                                          |
| &0000000000026727.000000 | São Sebastião 1501–1502 Óleo sobre madeira 43 × 34 cm                                                                                             | Rafael Obra típica da juventude do autor, ainda fortemente influenciado pela poética de Perugino, este São Sebastião permite entrever a assimilação da estética de outros mestres, sobretudo Francesco Francia, de quem Rafael parece ter emulado o uso da cor. | Accademia Carrara Bérgamo                                      |
| &0000000000026727.000000 | Madona Solly c. 1502 Óleo sobre madeira 52 × 38 cm                                                                                                | Rafael Essa obra integra uma sequência de madonas criadas entre 1502 e 1504, segundo o protótipo da Virgem segurando um livro, com o Menino Jesus ao colo, tais como a Madona Solly (Berlim) e a Madona Conestabile (São Petersburgo). | Gemäldegalerie Berlim                                          |
| &0000000000026727.000000 | A Virgem com o Menino, São Jerônimo e São Francisco (Madona von der Ropp) c. 1502 Óleo sobre madeira 34 × 29 cm                                   | Rafael A obra, claramente inserida na órbita de influência de Pietro Perugino, integrou a coleção da família Borghese até ser adquirida pelo rei da Prússia em 1829. | Gemäldegalerie Berlim                                          |
| &0000000000026727.000000 | Retrato de um homem (Pietro Perugino ?) c. 1502 Óleo sobre madeira 45 × 31 cm                                                                     | Atribuída a Rafael A obra já esteve vinculada no passado a Hans Holbein, mas a idealização do retrato não favorece essa conjectura, uma vez que o retrato renascentista do norte europeu seguia preceitos mais realistas. A essa hipótese seguiu-se uma atribuição a Perugino. Posteriormente, Giovanni Morelli a incluiu no corpus de retratos de Rafael, hipótese que se mostra mais próxima do consenso. | Galleria Borghese Roma                                         |
| &0000000000026727.000000 | Cristo crucificado com a Virgem, santos e anjos (Retábulo Mond) c. 1502-1503 Óleo sobre madeira 283,3 × 167,3 cm                                  | Rafael Um dos primeiros retábulos pintados por Rafael e a mais antiga obra assinada pelo artista, a Crucificação Mond figurou na igreja de San Domenico em Città di Castello. O retábulo mostra a forte influência de Perugino na composição e na técnica pictórica. A predela do retábulo é composta por cenas da vida de São Jerônimo e Santo Eusébio. | National Gallery Londres                                       |
| &0000000000026727.000000 | O milagre de São Jerônimo que salva Silvano e pune Sabiniano (predela do Retábulo Mond) c. 1502-1503 Óleo sobre madeira 25,7 x 41,9 cm            | Rafael Esta obra é um dos dois painéis da predela do Retábulo Mond que chegaram aos nossos dias, representando episódios da vida de São Jerônimo e Santo Eusébio. O outro painel se encontra no Museu Nacional de Arte Antiga, em Lisboa. | Museu de Arte da Carolina do Norte Raleigh                     |
| &0000000000026727.000000 | O milagre de Santo Eusébio de Cremona (predela do Retábulo Mond) c. 1502-1503 Óleo sobre madeira 26 x 44 cm                                       | Rafael Esta obra é um dos dois painéis da predela do Retábulo Mond que chegaram aos nossos dias. O outro painel se encontra no Museu de Arte da Carolina do Norte, em Raleigh. | Museu Nacional de Arte Antiga Lisboa                           |
| &0000000000026727.000000 | A coroação da Virgem (Retábulo Oddi) c. 1502-1504 Óleo sobre madeira transferido para tela 267 x 163 cm                                           | Rafael Este retábulo foi encomendado a Rafael por Leandra Oddi, para figurar na capela de sua família, na Igreja de San Francesco al Monte, em Perúgia. Foi a primeira obra em que Rafael, já na condição de mestre independente, entrou em competição com o ateliê de Perugino. | Pinacoteca Vaticana Vaticano                                   |
| &0000000000026727.000000 | Anunciação (predela do Retábulo Oddi) c. 1502-1504 Óleo sobre madeira transferido para tela 27 x 50 cm                                            | Rafael Um dos três painéis que compõem a predela do Retábulo Oddi, com cenas da vida da Virgem Maria. | Pinacoteca Vaticana Vaticano                                   |
| &0000000000026727.000000 | A adoração dos magos (predela do Retábulo Oddi) c. 1502-1504 Óleo sobre madeira transferido para tela 27 x 50 cm                                  | Rafael Um dos três painéis que compõem a predela do Retábulo Oddi, com cenas da vida da Virgem Maria. | Pinacoteca Vaticana Vaticano                                   |
| &0000000000026727.000000 | A apresentação no templo (predela do Retábulo Oddi) c. 1502-1504 Óleo sobre madeira transferido para tela 27 x 50 cm                              | Rafael Um dos três painéis que compõem a predela do Retábulo Oddi, com cenas da vida da Virgem Maria. | Pinacoteca Vaticana Vaticano                                   |
| &0000000000026727.000000 | Retrato de um homem c. 1502-1504 Óleo sobre madeira 47 x 37 cm                                                                                    | Rafael (?) O modelo da obra já foi erroneamente identificado como Guidobaldo da Montefeltro, com base em uma inscrição no reverso do painel - hipótese que não se sustenta diante das comparações fisionômicas com retratos seguros. A atribuição da obra a Rafael, como ocorre com inúmeros outros retratos de pequeno formato datados de sua juventude, permanece bastante controversa. | Museu Liechtenstein Viena                                      |
| &0000000000026727.000000 | Virgem com o Menino c. 1503 Óleo sobre madeira 55,2 × 40 cm                                                                                       | Rafael Essa obra integra uma sequência de madonas criadas entre 1502 e 1504, segundo o protótipo da Virgem segurando um livro, com o Menino Jesus ao colo, tais como a Madona Solly (Berlim) e a Madona Conestabile (São Petersburgo). | Museu Norton Simon Pasadena                                    |
| &0000000000026727.000000 | Madona Diotalevi c. 1503 Óleo sobre madeira 69 × 50 cm                                                                                            | Atribuída a Rafael Para alguns críticos, a rigidez compositiva da obra, imbuída de certo espírito arcaico, goticizante (notável, por exemplo, na cabeça desproporcional da Virgem) não seria condizente com a autoria a Rafael. Parte da crítica atribui a obra a Pietro Perugino. | Gemäldegalerie Berlim                                          |
| &0000000000026727.000000 | Retrato de um jovem com uma maçã (Francesco Maria della Rovere ?) c. 1503–1504 Óleo sobre madeira 48 × 35,5 cm                                    | Atribuída a Rafael A obra, em que pese sua alta qualidade, parece não derivar de Rafael. É difícil perceber na composição os traços característicos do artista, ainda que a influência flamenga estabeleça paralelos com seu período florentino. Por outro lado, a identificação do modelo como Francesco Maria della Rovere parece acertada, como indica o fato da obra integrar o patrimônio de sua família em 1631. | Galleria degli Uffizi Florença                                 |
| &0000000000026727.000000 | São Jorge e o dragão c. 1503–1505 Óleo sobre madeira 29 × 25 cm                                                                                   | Rafael Esta obra foi provavelmente encomendada por Guidobaldo da Montefeltro, o Duque de Urbino, precedendo em algum tempo o painel de mesmo tema conservado na National Gallery of Art de Washington. A literatura tradicional aponta que o duque pretendia enviar um pequeno São Jorge como um presente ao rei da Inglaterra, país que tem esse santo como padroeiro. Não se sabe, entretanto, a qual das versões a literatura se refere. | Museu do Louvre Paris                                          |
| &0000000000026727.000000 | São Miguel e o dragão (São Miguel derrota o demônio, O pequeno São Miguel) c. 1503–1505 Óleo sobre madeira 31 × 27 cm                             | Rafael Esta obra foi provavelmente encomendada por Guidobaldo da Montefeltro, o Duque de Urbino, na mesma época de execução de São Jorge e o dragão. Rafael retomaria o tema muitos anos depois, por encomenda do Papa Leão X. | Museu do Louvre Paris                                          |
| &0000000000026727.000000 | Madona Conestabile 1504 Têmpera sobre madeira transferido para tela 17,9 cm de diâmetro                                                           | Rafael A obra pertence a uma série de madonas do período pré-florentino seguindo o tema da Virgem segurando um livro. Foi adquirida pelos czares russos junto à família Conestabile, de Perúgia, de onde deriva seu nome. | Museu Hermitage São Petersburgo                                |
| &0000000000026727.000000 | Casamento da Virgem 1504 Óleo sobre madeira 174 x 1221 cm                                                                                         | Rafael Encomendada a Rafael pela família Albizzini para a Capela de São José na Igreja de S. Francesco em Città di Castello, esta obra foi baseada em uma composição bastante similar feita por Pietro Perugino para a Catedral de Perúgia. | Pinacoteca de Brera Milão                                      |
| &0000000000026727.000000 | Visão de um cavaleiro (Uma alegoria) c. 1504 Óleo sobre madeira 17,1 × 17,3 cm                                                                    | Rafael É possível que esta obra seja um pendant do painel Três Graças, conservado em um museu de Chantilly. A interpretação do tema é controversa: alguns críticos apontam que o cavaleiro ao centro da composição seria o soldado romano Cipião Africano, dividido na escolha entre a Virtude e o Amor. Outros críticos acreditam que a obra representa os atributos ideais de um cavaleiro. | National Gallery Londres                                       |
| &0000000000026727.000000 | As três Graças c. 1504 Óleo sobre madeira 17 × 17 cm                                                                                              | Rafael Esta obra, a primeira representação do nu feminino feita por Rafael, é possivelmente um pendant de Visão de um cavaleiro, talvez um díptico encomendado ao pintor como um presente para Scipione di Tommaso Borghese, nascido em 1493. Se esta hipótese estiver correta, é possível que os painéis tenham sido inspirados pelo poema Punica, de Silius Italicus. | Museu Condé Chantilly                                          |
| &0000000000026727.000000 | Madona e o Menino Entronados com Santos (Retábulo Colonna) c. 1504 Óleo sobre madeira 172 × 172 cm (painel central); 74,9 x 180 cm (luneta)       | Rafael Este retábulo, o único de Rafael conservado fora da Europa, foi encomendado ao artista pelas freiras do convento de Sant'Antonio em Perúgia. A predela do retábulo é composta por cinco pequenos painéis, dispersos por museus europeus e norte-americanos. O Metropolitan Museum conserva, além do painel central e da luneta, um dos painéis da predela. | Metropolitan Museum of Art Nova Iorque                         |
| &0000000000026727.000000 | A agonia no jardim (predela do Retábulo Colonna) c. 1504 Óleo sobre madeira 24,1 × 28,9 cm                                                        | Rafael Um dos cinco painéis que compõem a predela do Retábulo Colonna. Os outros quatro se encontram dispersos entre a National Gallery de Londres, o Museu Isabella Stewart Gardner de Boston e a Dulwich Picture Gallery, também em Londres. | Metropolitan Museum of Art Nova Iorque                         |
| &0000000000026727.000000 | A procissão rumo ao Calvário (predela do Retábulo Colonna) c. 1504 Óleo sobre madeira 24,4 x 85,5 cm                                              | Rafael Um dos cinco painéis que compõem a predela do Retábulo Colonna. Os outros quatro se encontram dispersos entre o Museu Isabella Stewart Gardner de Boston, o Metropolitan Museum of Art de Nova Iorque e a Dulwich Picture Gallery, também em Londres. | National Gallery Londres                                       |
| &0000000000026727.000000 | Pietà (predela do Retábulo Colonna) c. 1504 Óleo sobre madeira 23,5 × 28,8 cm                                                                     | Rafael Um dos cinco painéis que compõem a predela do Retábulo Colonna. Os outros quatro se encontram dispersos entre a National Gallery de Londres, o Metropolitan Museum of Art de Nova Iorque e a Dulwich Picture Gallery, também em Londres. | Museu Isabella Stewart Gardner Boston                          |
| &0000000000026727.000000 | São Francisco de Assis (predela do Retábulo Colonna) c. 1504 Óleo sobre madeira 25,8 × 16,8 cm                                                    | Rafael Um dos cinco painéis que compõem a predela do Retábulo Colonna. | Dulwich Picture Gallery Londres                                |
| &0000000000026727.000000 | Santo Antônio de Pádua (predela do Retábulo Colonna) c. 1504 Óleo sobre madeira 25,6 × 164 cm                                                     | Rafael Um dos cinco painéis que compõem a predela do Retábulo Colonna. | Dulwich Picture Gallery Londres                                |
| &0000000000026727.000000 | Retrato de Perugino c. 1504 Têmpera sobre madeira 57 × 42 cm                                                                                      | Atribuída a Rafael A identificação do retratado como Pietro Perugino, mestre de Rafael, é geralmente aceita. A atribuição da obra a Rafael, entretanto, é controversa. Para alguns especialistas, o autor da obra seria outro pupilo de Perugino, Lorenzo di Credi. | Galleria degli Uffizi Florença                                 |
| &0000000000026727.000000 | Retrato de Emilia Pia de Montefeltro c. 1504-1505 Óleo sobre madeira 58 × 36 cm                                                                   | Atribuída a Rafael A identificação do modelo desta obra é confirmada pela existência de outros retratos seguros. Sua atribuição a Rafael, entretanto, embora já aventada por historiadores como Gronau, Bernard Berenson, Roberto Longhi, Volpe e Camesasca, tende a ser contestada pela literatura contemporânea. | Museu de Arte de Baltimore Baltimore                           |
| &0000000000026727.000000 | Madona Terranuova c. 1504-1505 Óleo sobre madeira 86 cm de diâmetro                                                                               | Rafael Este tondo segue a tradição renascentista de agrupar as figuras existentes em composições circulares em uma estrutura triangular. A inclusão do terceiro menino, um santo infante não identificado, é bastante inusual. | Gemäldegalerie Berlim                                          |
| &0000000000026727.000000 | Retrato de Elisabetta Gonzaga c. 1504–1506 Óleo sobre madeira 52,5 × 37,3 cm                                                                      | Atribuída a Rafael A obra já foi creditada a diversos outros artistas, de Andrea Mantegna a Albrecht Dürer. A atribuição da obra a Rafael remonta a 1905, mas tende a ser rejeitada pela crítica contemporânea. | Galleria degli Uffizi Florença                                 |
| &0000000000026727.000000 | Retrato de Guidobaldo da Montefeltro c. 1506 Óleo sobre madeira 70,5 × 49,9 cm                                                                    | Atribuída a Rafael A identificação do retratado como Guidobaldo da Montefeltro, marido de Elisabetta Gonzaga, é baseada na convincente comparação da fisionomia do modelo com um retrato seguro de Guidobaldo em uma iluminura conservada na Biblioteca Ducal de Urbino. A atribuição da obra a Rafael, entretanto, é controversa, e uma atribuição a Giovanni Santi, pai do artista, já foi cogitada. O retrato também já foi atribuído a Francesco Francia. | Galleria degli Uffizi Florença                                 |
| &0000000000026727.000000 | Retrato de um jovem (Pietro Bembo ?) c. 1504-1506 Óleo sobre madeira 54 × 39 cm                                                                   | Rafael Em catálogos antigos a obra era tratada como um retrato de Rafael atribuído a Bernardo Luini e, posteriormente, como um auto-retrato de Rafael. Mais recentemente, o modelo passou a ser identificado como Pietro Bembo, poeta da corte de Urbino que teria sido retratado por Rafael, segundo um documento datado de 1530. A atribuição da obra a Rafael é hoje praticamente consensual. A identificação do modelo, entretanto, ainda é objeto de debate. | Museu de Belas Artes Budapeste                                 |
| &0000000000026727.000000 | Virgem com o Menino, São João Batista e São Nicolau de Bari (Retábulo Ansidei) c. 1505 Óleo sobre madeira 209,6 x 148,6 cm                        | Rafael Este retábulo foi encomendado a Rafael por Bernardino Ansidei para a capela de sua família em uma igreja de Perúgia, dedicada a São Nicolau de Bari. A forte influência de Perugino pode ser devida a um pedido do patrono, em respeito à tradição artística do local para a onde a obra estava destinada. A figura de João Batista mostra a influência da escultura de Donatello. | National Gallery Londres                                       |
| &0000000000026727.000000 | A pregação de João Batista (predela do Retábulo Ansidei) c. 1505 Óleo sobre madeira 26,2 x 52 cm                                                  | Rafael Esta obra é a única dos três painéis da predela do Retábulo Ansidei que chegou aos nossos dias. | National Gallery Londres                                       |
| &0000000000026727.000000 | A pequena Madona Cowper c. 1505 Óleo sobre madeira 58 × 43 cm                                                                                     | Rafael O título dessa obra deriva do fato de ser a menor dentre as duas madonas de Rafael que pertenciam ao colecionador inglês Lord Cowper. A obra demonstra ainda a forte influência de Perugino nas composições de Rafael, mas já entremeada pelo conhecimentos dos avanços plásticos introduzidos por Leonardo e Michelangelo. | National Gallery of Art Washington, D.C.                       |
| &0000000000026727.000000 | Cristo abençoador (Pax Vobiscum) c. 1505–1506 Óleo sobre madeira 32 × 25 cm                                                                       | Rafael Obra influenciada pela estética de Leonardo da Vinci, Cristo abençoador mostra a assimilação do chiaroscuro por Rafael. Alguns críticos apontam para a semelhança existente entre o Cristo desta obra e alguns auto-retratos atribuídos ao artista. | Pinacoteca Tosio Martinengo Bréscia                            |
| &0000000000026727.000000 | Auto-retrato c. 1505–1506 Óleo sobre madeira 47,5 × 33 cm                                                                                         | Atribuída a Rafael A atribuição da obra a Rafael, embora não seja consensual, é frequentemente aceita pela crítica especializada. O retratado coincide do ponto de vista fisionômico com outros auto-retratos do artista. | Galleria degli Uffizi Florença                                 |
| &0000000000026727.000000 | Dama com unicórnio c. 1505–1506 Óleo sobre madeira transferido para tela 65 × 51 cm                                                               | Atribuída a Rafael A obra já foi atribuída a Perugino, Ridolfo Ghirlandaio e Francesco Granacci. A atribuição a Rafael parece mais acertada e desfruta hoje de aceitação quase universal. A personagem esteve por muito tempo identificada como Santa Catarina, devido a uma repintura já removida em uma restauração. Uma segunda restauração revelou que o unicórnio nos braços da modelo era originalmente um cão, símbolo de castidade e fidelidade conjugal. | Galleria Borghese Roma                                         |
| &0000000000026727.000000 | Madona do Grão Duque (Virgem com o Menino) c. 1505–1506 Óleo sobre madeira 84 × 55 cm                                                             | Rafael Pintada por Rafael pouco tempo após sua chegada a Florença, essa obra mostra a influência de Leonardo da Vinci no uso do sfumato. Esta composição classicizante serviria de modelo para muitas das madonas pintadas nos anos seguintes. A obra pertenceu a Fernando III, Duque da Toscana, de onde advém seu título alternativo. | Galeria Palatina Florença                                      |
| &0000000000026727.000000 | Virgem do prado c. 1505–1506 Óleo sobre madeira 113 × 88 cm                                                                                       | Rafael A Virgem do prado é uma das primeiras composições em larga escala e com figuras completas mostrando o encontro apócrifo entre João Batista e o Menino Jesus. A influência das pesquisas figurativas de Michelangelo é evidente nessa composição. | Kunsthistorisches Museum Viena                                 |
| &0000000000026727.000000 | Virgem do pintassilgo (Virgem com o Menino e São João Batista criança) c. 1505–1506 Óleo sobre madeira 107 × 77 cm                                | Rafael Esta madona foi executada por Rafael como um presente de casamento ao amigo Lorenzo Nasi. Um terremoto ocorrido em 1548 danificou a pintura, que foi fragmentada em 17 pedaços. Foi restaurada logo em seguida, mas os danos ainda são visíveis. | Galleria degli Uffizi Florença                                 |
| &0000000000026727.000000 | Sagrada Família (A Virgem com São José imberbe) c. 1505-1506 Têmpera e óleo sobre tela 72,5 × 56,5 cm                                             | Rafael É possível que esta seja uma das duas pinturas mencionadas por Vasari como encomendadas em Urbino por Guidobaldo da Montefeltro. É bastante peculiar a representação de São José sem sua tradicional barba. | Museu Hermitage São Petersburgo                                |
| &0000000000026727.000000 | Madona de Orléans c. 1505-1507 Óleo sobre madeira 32 × 22 cm                                                                                      | Rafael Esta madona, assim intitulada por ter pertencido ao duque de Orléans no século XVIII, mostra a clara influência de Michelangelo na pose escultórica do Menino Jesus. Já a composição parece derivar do São Jerônimo de van Eyck, obra que integrava a coleção de Lourenço de Médici no século XV. | Museu Condé Chantilly                                          |
| &0000000000026727.000000 | A Trindade c. 1505-1520 Afresco n.d. | Rafael e Perugino A obra foi, encomendada ao ateliê de Perugino pelo bispo Troilo Baglioni, foi parcialmente executada por Rafael (figuras superiores do afresco), quando ainda se encontrava em estreita colaboração com o antigo mestre. Após a partida de Rafael para Roma, Perugino terminou a obra. | Capela de San Severo Perúgia                                   |
| &0000000000026727.000000 | São Jorge e o dragão c. 1506 Óleo sobre madeira 28,5 × 21,5 cm                                                                                    | Rafael O tema do São Jorge combatendo o dragão foi tratado pelo artista em ao menos duas oportunidades. A literatura contemporânea tende a acreditar que a versão do Louvre precede a versão de Washington. | National Gallery of Art Washington, D.C.                       |
| &0000000000026727.000000 | A Sagrada Família da palmeira c. 1506 Óleo sobre madeira transferido para tela 101,5 cm de diâmetro                                               | Atribuído a Rafael Uma das muitas variantes do tema da Sagrada Família abordado por Rafael durante sua estadia em Florença. A palmeira, as flores e o poço podem ser referências específicas a certas litanias à Vrigem Maria, apropriadas para uma pintura de intenção devocional. | Galeria Nacional da Escócia Edimburgo                          |
| &0000000000026727.000000 | Retrato de um homem com cabelo comprido e chapéu preto c. 1506 Têmpera sobre madeira 42 x 33 cm                                                   | Atribuído a Rafael Obra atribuída a Rafael por Luitpold Dussler. Como evidência, o historiador aponta para as semelhanças com o Retrato de Angelo Doni, mas menciona que a rigidez do modelado é motivo para reservas e recepção cautelosa da atribuição. | Hyde Collection Glens Falls                                    |
| &0000000000026727.000000 | Retrato de Agnolo Doni c. 1506–1507 Óleo sobre madeira 65 × 45,7 cm                                                                               | Rafael Esta obra é um pendant do Retrato de Maddalena Doni, esposa do retratado, Agnolo Doni, rico comerciante e colecionador de arte! para quem Rafael pintou seu mais famoso tondo de madonas. Este par de retratos mostram alguma influência compositiva derivada de Leonardo da Vinci, sobretudo de sua famosa Mona Lisa, mas a linha do horizonte mais baixa e a "agressividade" atenuada da paisagem conferem às composições de Rafael mais serenidade. | Galeria Palatina Florença                                      |
| &0000000000026727.000000 | Retrato de Maddalena Doni c. 1506–1507 Óleo sobre madeira 65 × 45,8 cm                                                                            | Rafael Esta obra é um pendant do Retrato de Agnolo Doni, marido da retratada. | Galeria Palatina Florença                                      |
| &0000000000026727.000000 | Madona dos cravos (Madonna dei Garofani) c. 1506–1507 Óleo sobre madeira 27,9 × 22,4 cm                                                           | Atribuída a Rafael A obra, baseada no protótipo desenvolvido por Leonardo da Vinci para sua Madona Benois, foi por muito tempo identificada como uma cópia de um original perdido. Em 1991, após uma restauração, o especialista em pintura do Renascimento Nicholas Penny a publicou como autógrafa de Rafael. A atribuição, entretanto, permanece controversa. | National Gallery Londres                                       |
| &0000000000026727.000000 | Madona do baldaquino c. 1506–1508 Óleo sobre madeira 279 × 217 cm                                                                                 | Rafael Esta madona foi encomendada a Rafael por Bernardo Dei, entre 1506 e 1508, para figurar em sua capela em Sto. Spirito de Florença. A estrutura monumental do painel deriva em parte da tradição veneziana, ao mesmo tempo que demonstra alguma influência das obras de Fra Bartolomeo. A pintura foi deixada inacabada por Rafael por ocasião de seu retorno a Roma em 1508. | Galeria Palatina Florença                                      |
| &0000000000026727.000000 | Santa Catarina de Alexandria c. 1507 Óleo sobre madeira 72,2 x 55,7 cm                                                                            | Rafael A obra, pintada por volta de 1507, pouco após a chegada de Rafael a Florença, é representativa da fase de transição do autor, onde combina a intensidade emotiva religiosa derivada de Perugino aos avanços plásticos tipicamente florentinos, como a pose em contrapposto da santa, talvez um eco da desaparecida Leda e o Cisne de Leonardo. | National Gallery Londres                                       |
| &0000000000026727.000000 | A grávida c. 1507 Óleo sobre madeira 66,8 × 52,7 cm                                                                                               | Rafael Este retrato feminino, um dos melhores exemplos da capacidade de Rafael de apreender e transpor para a composição a psicologia de seus modelos, foi pintado pelo mestre durante sua estadia em Florença. É um dos raros retratos de mulheres gravidas executados durante a Renascença italiana. | Galeria Palatina Florença                                      |
| &0000000000026727.000000 | Madona Bridgewater c. 1507 Óleo sobre madeira transferida para tela 81 × 55 cm                                                                    | Rafael Análises científicas releveram que o artista havia originalmente posicionado as figuras da Virgem e do Menino em uma paisagem aberta. É possível que Rafael tenha decidido por um segundo plano escuro de modo a obter um modelado mais sutil das figuras e um jogo mais incisivo de luz e sombras. | Galeria Nacional da Escócia Edimburgo                          |
| &0000000000026727.000000 | A Sagrada Família com o cordeiro 1507 Óleo sobre madeira 29 × 21 cm                                                                               | Rafael Uma inscrição no drapeado da Virgem, provavelmente não original, trazia o nome do autor e a data "1507". Há diversas versões desta obra, incluindo-se uma supostamente datada de 1504 que Pedretti acredita ser o protótipo. A obra do Prado, entretanto, é predominantemente aceita como a versão original. O Ashmolean Museum de Oxford conserva um desenho preparatório para essa composição. | Museu do Prado Madri                                           |
| &0000000000026727.000000 | A deposição (Retábulo Baglioni) 1507 Óleo sobre madeira 184 × 176 cm                                                                              | Rafael Este retábulo foi encomendado a Rafael por Atalanta Baglioni, em memória de seu filho, Grifonetto, assassinado em Perúgia por conta de disputas políticas entre poderosas famílias da região. A predela do painel é composta por três painéis representando as virtudes teológicas da Fé, Esperança e Caridade. | Galleria Borghese Roma                                         |
| &0000000000026727.000000 | Fé (predela do Retábulo Baglioni) 1507 Óleo sobre madeira 16 × 44 cm                                                                              | Rafael Além dos três três painéis monocromados (Fé, Esperança e Caridade), o retábulo é composto por uma luneta (pintada por Domenico Alfani) e um friso decorativo, obra de um assistente de ateliê. | Pinacoteca Vaticana Vaticano                                   |
| &0000000000026727.000000 | Esperança (predela do Retábulo Baglioni) 1507 Óleo sobre madeira 16 × 44 cm                                                                       | Rafael | Pinacoteca Vaticana Vaticano                                   |
| &0000000000026727.000000 | Caridade (predela do Retábulo Baglioni) 1507 Óleo sobre madeira 16 × 44 cm                                                                        | Rafael | Pinacoteca Vaticana Vaticano                                   |
| &0000000000026727.000000 | A Sagrada Família Canigiani 1507-1508 Óleo sobre madeira 131 × 107 cm                                                                             | Rafael A pintura foi restaurada em 1982 por Hubert von Sonnenburg, ocasião em que a camada pictórica original foi revelada. Uma repintura do segundo plano havia encoberto os putti existentes no céu. | Alte Pinakothek Munique                                        |
| &0000000000026727.000000 | La belle jardinière (Virgem com o Menino e São João Batista criança) 1507-1508 Óleo sobre madeira 122 × 80 cm                                     | Rafael Não se conhece as circunstâncias da encomenda dessa obra, uma das muitas madonas executadas por Rafael em seu período florentino. Da mesma forma que as célebres madonas que a precedem, como a Madona do Belvédère e a Virgem do Pintassilgo, esta composição é fortemente baseada no equilíbrio geométrico, agrupando as figuras em torno de uma estrutura piramidal. A obra é assinada e datada pelo artista, mas não há certeza se a data inscrita na pintura é 1507 (MDVII) ou 1508 (MDVII[I]). | Museu do Louvre Paris                                          |
| &0000000000026727.000000 | Retrato de uma dama (La Muta) 1507-1508 Óleo sobre madeira 64 × 48 cm                                                                             | Atribuída a Rafael A atribuição desta obra a Rafael é relativamente recente, mas já goza de aceitação quase universal. Os tratamento analítico dos detalhes e a sutileza da iluminação são tipicamente rafaelescos. A obra mostra o retorno de Rafael à influência de Leonardo. | Galleria Nazionale delle Marche Urbino                         |
| &0000000000026727.000000 | Madona Colonna c. 1508 Óleo sobre madeira 77 × 56 cm                                                                                              | Rafael O colorido inusual da obra, pintada por volta de 1508, primeiro ano de Rafael em Roma, é evidência de que o painel não foi concluído. O título da pintura deriva da família romana Colonna, ex-proprietária da obra. | Gemäldegalerie Berlim                                          |
| &0000000000026727.000000 | Madona Esterházy c. 1508 Têmpera e óleo sobre madeira 29 × 22 cm                                                                                  | Rafael Esta obra inacabada foi oferecida como presente à esposa do imperador Carlos III pelo Papa Clemente XI. | Museu de Belas Artes Budapeste                                 |
| &0000000000026727.000000 | Madona Niccolini-Cowper 1508 Óleo sobre madeira 80,7 × 57,5 cm                                                                                    | Rafael Esta obra é possivelmente o último trabalho executado por Rafael em seu período florentino. A conexão física e psicológica existente entre os personagens denota a influência de Leonardo. A obra é assinada e datada. | National Gallery of Art Washington, D.C.                       |
| &0000000000026727.000000 | Madona Tempi 1508 Óleo sobre madeira 75 × 51 cm                                                                                                   | Rafael A obra foi encomendada pela família Tempi, de onde deriva seu nome. Foi adquirida por Luís I da Baviera em 1829, ingressando posteriormente nas coleções públicas alemãs. | Alte Pinakothek Munique                                        |
| &0000000000026727.000000 | Discussão sobre o Santíssimo Sacramento (La Disputa) 1508-1509 Afresco 139 × 770 cm                                                               | Rafael Em 1508, a pedido do Papa Júlio II, Rafael mudou-se para Roma, para executar um ciclo de afrescos decorativos nas habitações eclesiásticas do Vaticano. Por ocasião dessa encomenda, Rafael executaria diversas obras-primas da pintura mural. O primeiro cômodo decorado pelo pintor foi a Stanza della Segnatura, onde se encontram os grandes afrescos representando o Parnaso, a Escola de Atenas, A Justiça e a Discussão sobre o Santíssimo Sacramento. Complementam a decoração da sala, na abóbada, um conjunto de quatro tondi com uma alegoria correspondente (Teologia, Poesia, Filosfia e Justiça) e quatro grandes cenas explicativas retangulares: Apolo e Mársias, O pecado original, Urânia e O juízo de Salomão. | Stanza della Segnatura, Palácio Apostólico, Vaticano. Vaticano |
| &0000000000026727.000000 | O Parnaso 1509-1510 Afresco ? × 670 cm | Rafael Um dos quatro grandes murais da Stanza della Segnatura, representando o Parnaso, isto é, o local onde residiam Apolo e as Musas. O deus greco-romano e as nove musas aparecem rodeados por dezoito poetas gregos, latinos e italianos. Dante, Homero e Virgílio são facilmente reconhecíveis na composição, mas a identificação das demais personalidades permanece meramente conjectural. | Stanza della Segnatura, Palácio Apostólico, Vaticano. Vaticano |
| &0000000000026727.000000 | A Escola de Atenas 1510-1511 Afresco 440 × 770 cm                                                                                                 | Rafael Um dos ícones maiores da arte ocidental, A Escola de Atenas tem por tema o "Templo da Filosofia", conforme definido por Marsilio Ficino. Em um edifício amplo, decorado com estátuas de deuses e relevos, encontram-se os pensadores antigos: no centro, Platão, com o Timeu em suas mãos, aponta para cima, em direção ao mundo das idéias. Aristóteles, portando a Ética, gesticula para baixo, indicando as práticas terrestres. À esquerda, é possível reconhecer Sócrates, conversando com cidadãos atenienses, nomeadamente Alcebíades. Em primeiro plano está Pitágoras, escrevendo e conversando com um grupo de discípulos. Diógenes aparece prostado sobre as escadarias. À direita, Bramante personifica Euclides, explicando as leis da geometria a um grupo de discípulos. Por fim, em meio a multidão, encontra-se o próprio Rafael, na extremidade direita do afresco. Do ponto de vista pictórico, A Escola de Atenas representa o ápice da evolução artística de Rafael: aqui, sua pincelada se mostra mais segura e acabada, as figuras possuem mais peso e volume, a composição é mais rica e mais livre e o colorido mais harmônico. | Stanza della Segnatura, Palácio Apostólico, Vaticano. Vaticano |
| &0000000000026727.000000 | A Justiça 1511 Afresco ? × 660 cm | Rafael O afresco da Justiça na Stanza della Segnatura é uma alegoria da jurisprudência profana e eclesiástica, composta por três cenas independentes e complementares: à direita, Justiniano apresenta o Digesto a Triboniano, à esquerda, Gregório aprovando os decretos e, na luneta, as Virtudes Cardeais. | Stanza della Segnatura, Palácio Apostólico, Vaticano. Vaticano |
| &0000000000026727.000000 | A Teologia 1509-1511 Afresco diâmetro: 180 cm | Rafael Um dos quatro tondi da decoração do teto da Stanze della Segnatura, a Teologia serve de complemento ao afresco da Discussão sobre o Santíssimo Sacramento, ao qual também está vinculada a cena retangular de Adão e Eva. A personagem é representada trajando as cores das três virtudes teológicas: branco (fé), verde (esperança) e vermelho (caridade). | Stanza della Segnatura, Palácio Apostólico, Vaticano. Vaticano |
| &0000000000026727.000000 | A Poesia 1509-1511 Afresco diâmetro: 180 cm | Rafael Segundo dos quatro tondi da decoração do teto da Stanze della Segnatura, a alegoria da Poesia, coroada de louros, segurando uma lira e um livro desconhecido, complementa o grande afresco do Parnaso, ao qual também está vinculada a cena retangular representando Apolo e Mársias. | Stanza della Segnatura, Palácio Apostólico, Vaticano. Vaticano |
| &0000000000026727.000000 | A Filosofia 1509-1511 Afresco diâmetro: 180 cm | Rafael Terceiro dos quatro tondi da decoração do teto da Stanze della Segnatura, vinculada ao famoso afresco da Escola de Atenas e à cena retangular do Primeiro movimento. Também neste tondo Rafael utiliza-se das cores para expressar conceitos, associando o azul, o vermelho, o verde e o marrom-dourado aos quatro elementos (respectivamente ar, fogo, água e terra). A personificação da filosofia segura dois livros, nos quais se pode ler "moral" e "natureza", enquanto o par de gênios no segundo plano seguram placas com os dizeres de Cícero ("Causarum Cognitio"). | Stanza della Segnatura, Palácio Apostólico, Vaticano. Vaticano |
| &0000000000026727.000000 | A Justiça 1509-1511 Afresco diâmetro: 180 cm | Rafael Último dos quatro tondi da decoração do teto da Stanze della Segnatura, vinculada ao afresco da Justiça e à cena retangular do Julgamento de Salomão. A personificação da Justiça aparece com seus atributos tradicionais, a balança e a espada. Os quatro putti guardam as inscrições com as palavras de Justiniano: "Ela traz a Justiça a todos". | Stanza della Segnatura, Palácio Apostólico, Vaticano. Vaticano |
| &0000000000026727.000000 | Adão e Eva (O pecado original) 1509-1511 Afresco 120 x 105 cm                                                                                     | Atribuído a Rafael Esta representação do episódio bíblico da queda humana é geralmente atribuída a Rafael. A posição de Eva lembra a da Leda de Leonardo da Vinci - copiada por Rafael em seu período florentino. O painel complementa o afresco da Discussão sobre o Santíssimo Sacramento e o tondo da Teologia. | Stanza della Segnatura, Palácio Apostólico, Vaticano. Vaticano |
| &0000000000026727.000000 | Apolo e Mársias 1509-1511 Afresco 120 x 105 cm | Atribuído a Rafael Complemento do afresco do Parnaso e de seu tondo correspondente, representando a Poesia, esta obra representa Mársias sendo esfolado vivo por Apolo, após ter perdido um desafio musical que havia proposto ao deus greco-romano. A cena pode ser entendida como o triunfo da harmonia divina sobre a paixão terrestre. As figuras desproporcionalmente alongadas e a ausência de ritmo da composição militam contra a atribuição da obra a Rafael. | Stanza della Segnatura, Palácio Apostólico, Vaticano. Vaticano |
| &0000000000026727.000000 | O primeiro movimento (Urânia) 1509-1511 Afresco 120 x 105 cm                                                                                      | Rafael Complemento do afresco da Escola de Atenas e do tondo da Filosofia, esta cena pode ser compreendida como uma alegoria da criação do universo ou como uma representação da astronomia. O escorço da figura que se curva diante do globo terrestre é um exemplar maior da maestria de Rafael no domínio da perspectiva. | Stanza della Segnatura, Palácio Apostólico, Vaticano. Vaticano |
| &0000000000026727.000000 | O julgamento do Salomão 1509-1511 Afresco 120 x 105 cm                                                                                            | Rafael Esta cena representa o episódio do Velho Testamento sobre a mediação do Rei Salomão em uma disputa de duas mulheres sobre a maternidade de uma criança. Ao ordenar a um soldado que a criança fosse dividida em duas metades a ser entregues às duas pretensas mães, Salomão conseguiu reconhecer a legítima progenitora, quando esta abriu mão de seu direito de guarda para preservar a vida do filho. O painel complementa o afresco e o tondo simbolizando a Justiça na Stanza della Segnatura. | Stanza della Segnatura, Palácio Apostólico, Vaticano. Vaticano |
| &0000000000026727.000000 | Madona Aldobrandini (Madona Garvagh) c. 1509-1510 Óleo sobre madeira 38,9 x 32,9 cm                                                               | Rafael Existem estudos preparatórios para esta pintura, em posse da família Aldobrandini até o século XIX, no chamado "caderno rosa" - um caderno de esboços com estudos de diversas outras madonas, incluindo a Madona Mackintosh, também pertencente à National Gallery. Esta é a evidência mais forte a sugerir que as duas madonas datam do mesmo período, i.e., os anos iniciais de Rafael em Roma. | National Gallery Londres                                       |
| &0000000000026727.000000 | Virgem de Loreto (Madona do Véu) c. 1509-1510 Óleo sobre madeira 120 x 90 cm                                                                      | Rafael A obra, da qual existem inúmeras cópias e derivações, era atribuída a Francesco Penni até a década de 1970, quando passou a ser identificada quase consensualmente como obra de Rafael. | Museu Condé Chantilly                                          |
| &0000000000026727.000000 | Madona Mackintosh (Madona da torre) c. 1509-1511 Óleo sobre madeira transferido para tela 78,8 x 64,2 cm                                          | Rafael A obra se encontra tão severamente danificada que é difícil perceber os traços originais de Rafael. A composição, entretanto, pode ser seguramente atribuída a ele com base em estudos preparatórios e uma quantia considerável de cópias antigas. | National Gallery Londres                                       |
| &0000000000026727.000000 | Madona Alba c. 1510 Óleo sobre madeira transferido para tela 94,5 cm de diâmetro                                                                  | Rafael Este tondo é uma das primeiras obras de destaque do período romano de Rafael. Foi encomendado por Paolo Giovio, o primeiro biógrafo do artista. | National Gallery of Art Washington, D.C.                       |
| &0000000000026727.000000 | Retrato de um cardeal c. 1510 Óleo sobre madeira 79 x 61 cm                                                                                       | Rafael A atribuição dessa obra a Rafael, que permaneceu desconhecido até o século XIX, já não é mais posta em dúvida. A identidade do cardeal, entretanto, permanece obscura. | Museu do Prado Madri                                           |
| &0000000000026727.000000 | Retrato de Tommaso Inghirami c. 1510-1511 Óleo sobre madeira 89,5 × 62,3 cm                                                                       | Rafael Há duas versões desta composição, uma na Galeria Palatina de Florença e outra no Museu Isabella Stewart Gardner, em Boston. As duas versões já foram consideradas, em momentos diferentes, como originais. A disputa, entretanto, é infrutífera, já que as duas versões são quase idênticas, ambas de altíssima qualidade e coerentes quanto à estética rafaelesca. Parte da crítica contemporânea tende a considerar as duas versões como autógrafas do pintor. Outra parte considera a versão de Boston ligeiramente posterior e, possivelmente, executada com ajuda de assistentes de ateliê. | Galeria Palatina Florença                                      |
| &0000000000026727.000000 | Retrato de Tommaso Inghirami c. 1513 Óleo sobre madeira 89 × 62 cm                                                                                | Rafael (e/ou ateliê ?) Trata-se, possivelmente, de uma versão ligeiramente posterior do retrato conservado na Galeria Palatina de Florença, executado, na opinião de alguns, com ajuda de assistentes de ateliê. | Museu Isabella Stewart Gardner Boston                          |
| &0000000000026727.000000 | O triunfo de Galatéia 1511 Afresco 295 × 225 cm                                                                                                   | Rafael Este afresco foi encomendado a Rafael pelo banqueiro sienês Agostini Chigi, importante patrono das atividades culturais que floresceram no círculo do Papa Júlio II, para decorar sua residência romana, a Villa Farnesina. A composição representa a imortal ninfa Galatéia fugindo do ciclope Polifemo em seu carro puxado por golfinhos. Destaca-se a importância conferida ao equilíbrio compositivo e à orquestração dos movimentos, tão caros ao autor. | Villa Farnesina Roma                                           |
| &0000000000026727.000000 | Retrato do Papa Júlio II c. 1511-1512 Óleo sobre madeira 108,7 x 81 cm                                                                            | Atribuída a Rafael São conhecidas três versões dessa composição: uma na Galleria degli Uffizi em Florença, outra na Galleria Palatina, também em Florença, e a terceira na National Gallery de Londres. A crítica contemporânea tende a considerar a versão londrina como a original. A versão dos Uffizi seria obra de ateliê e a versão da Galeria Pallatina, possivelmente, uma cópia realizada por Ticiano. Tal conjectura, entretanto, não é universalmente aceita. | National Gallery Londres                                       |
| &0000000000026727.000000 | Retrato do Papa Júlio II c. 1512 (?) Têmpera sobre madeira 108,5 × 80 cm                                                                          | Atribuída a Rafael | Galleria degli Uffizi Florença                                 |
| &0000000000026727.000000 | Madona de Foligno c. 1511-1512 Óleo sobre tela 320 × 194 cm                                                                                       | Rafael A obra foi encomendada por Sigismondo de' Conti e executada entre 1511 e 1512, para comemorar um suposto milagre ocorrido na casa do patrono, atingida por um raio (ou por um projétil, segundo outros relatos) durante o saque de Foligno, sem sofrer danos. A lenda é ilustrada no quadro, por meio da atmosfera tempestuosa e pelo clarão que se projeta sobre o Palazzo Chigi. | Pinacoteca Vaticana Vaticano                                   |
| &0000000000026727.000000 | A expulsão de Heliodoro 1511-1512 Afresco 500 × 750 cm                                                                                            | Rafael Rafael ainda não havia terminado a decoração da Stanza della Segnatura quando o Papa Júlio II, voltando de uma campanha militar contra os franceses na Itália superior, cansado, abatido e ameaçado por cardeais que exigiam a convocação de um concílio, encomendeu a Rafael a decoração mural de uma segunda sala dos aposentos eclesiásticos do Vaticano, tomando por tema a ajuda que Deus confere a seu povo nos tempos de dificuldade. Rafael escolheu quatro episódios da Bíblia e da história da igreja. A primeira delas foi a A expulsão de Heliodoro, um oficial sírio que, por ordem do rei Seleuco, partiu para Jerusalém a fim de confiscar os tesouros do maior templo hebreu, incorrendo assim na ira divina. | Stanza di Eliodoro, Palácio Apostólico, Vaticano. Vaticano     |
| &0000000000026727.000000 | A missa de Bolsena 1512 Afresco 500 × 660 cm | Rafael O segundo mural pintado por Rafael na Stanza de Eliodoro foi provavelmente a Missa de Bolsena. Nesta obra, o Papa Júlio II aparece como efetivo protagonista, orando próximo ao altar onde transcorre a missa. O mistério da transubstanciação, que dificilmente se presta a representações diretas, aparece aqui ilustrado na história de um sacerdote alemão que, ao celebrar a Santa Missa em Bolsena, no ano de 1263, se liberta de suas dúvidas de fé, ao testemunhar a Sagrada Forma convertendo-se em sangue. | Stanza di Eliodoro, Palácio Apostólico, Vaticano. Vaticano     |
| &0000000000026727.000000 | O encontro de Átila e São Leão Magno 1513-1514 Afresco 500 × 750 cm                                                                               | Rafael Para executar esta cena, Rafael tomou como fonte a História dos Papas de Platina, escrita por Bartolomeo Sacchi, nomeado por Sisto IV como Prefeito da Biblioteca Vaticana, criada em 1474. A cena representa o encontro entre o Papa Leão Magno e Átila nos arredores do rio Mincio, perto de Mântua. Conforme a tradição, graças à intervenção divina, Leão Magno conseguiu dissuadir os hunos de atacar Roma, salvando assim a Cidade Eterna da destruição. | Stanza di Eliodoro, Palácio Apostólico, Vaticano. Vaticano     |
| &0000000000026727.000000 | A libertação de São Pedro 1513-1514 Afresco 500 × 660 cm                                                                                          | Rafael e ateliê (Giulio Romano?) A cena é inspirada na narração do Novo Testamento, segundo a qual o imperador Heródes mandou prender Pedro para em seguida matá-lo. Na prisão, o apóstolo foi acorrentado e posto sob vigilância de dois guardas. Mesmo assim, um anjo libertou Pedro, sem que seus algozes conseguissem notar. Em função do número crescente de encomendas, os assistentes de Rafael tiveram participação muito mais ativa na execução dos afrescos da Sala di Eliodoro do que na Sala della Segnatura. É provável que Giulio Romano tenha executado parte deste afresco. | Stanza di Eliodoro, Palácio Apostólico, Vaticano. Vaticano     |
| &0000000000026727.000000 | Moisés e a sarça ardente 1513-1514 Afresco n.d.                                                                                                   | Rafael e/ou ateliê Na decoração mural do teto da Stanza di Eliodoro, Rafael também tomou por tema a intervenção divina em momentos críticos da humanidade. Sobre o afresco da Expulsão de Eliodoro, encontra-se Moisés e a sarça ardente; sobre a Missa de Bolsena, o Sacrifício de Isaac; sobre o Encontre de São Leão Magno e Átila, o Sonho de Noé; sobre a Libertação de São Pedro, a Escada de Jacó. | Stanza di Eliodoro, Palácio Apostólico, Vaticano. Vaticano     |
| &0000000000026727.000000 | O sacrifício de Isaac 1513-1514 Afresco n.d. | Rafael e/ou ateliê | Stanza di Eliodoro, Palácio Apostólico, Vaticano. Vaticano     |
| &0000000000026727.000000 | O sonho de Noé 1513-1514 Afresco n.d. | Rafael e/ou ateliê | Stanza di Eliodoro, Palácio Apostólico, Vaticano. Vaticano     |
| &0000000000026727.000000 | A escada de Jacó 1513-1514 Afresco n.d. | Rafael e/ou ateliê | Stanza di Eliodoro, Palácio Apostólico, Vaticano. Vaticano     |
| &0000000000026727.000000 | Retrato do Cardeal Alessandro Farnese c. 1512 Óleo sobre madeira 132 × 86 cm                                                                      | Rafael A obra encontra-se em mau estado de conservação, mas a extraordinária qualidade do retrato advoga a favor da atribuição a Rafael. | Museu Nacional de Capodimonte Nápoles                          |
| &0000000000026727.000000 | O profeta Isaías c. 1512-1513 Afresco 250 x 155 cm                                                                                                | Rafael Este afresco foi encomendado a Rafael por Johannes Goritz, chanceler da corte papal em Luxemburgo, para decorar a igreja romana de Santo Agostinho. O fato da encomenda ter partido de um estrangeiro é indicativo do extraordinário prestígio e fama de Rafael à época. A composição geral e, especificamente, a pose de Isaías e dos putti em segundo plano remetem ao trabalho de Michelangelo na Capela Sistina. Nas mãos do profeta, encontra-se um pergaminho com uma inscrição em hebraico: "Abre as portas para que entre um povo justo que se mantém fiel." | Basílica de Santo Agostinho Roma                               |
| &0000000000026727.000000 | Quatro profetas c. 1513-1514 Afresco n.d. | Atribuído a Rafael (Timoteo Viti?) Na obra Vite, Giorgio Vasari atribuiu esta luneta, localizada na igreja de Santa Maria della Pace em Roma, a Rafael. O próprio Vasari, entretanto, se contradiz, ao atribuí-la igualmente a Timoteo Viti, na biografia deste último. A crítica contemporânea tende a rejeitar a autoria de ambos os artistas. | Santa Maria della Pace Roma                                    |
| &0000000000026727.000000 | Quatro sibilas c. 1513-1514 Afresco n.d. | Rafael Este afresco foi encomendado a Rafael pelo banqueiro sienês Agostino Chigi, talvez como uma cena complementar ao afresco preexistente dos Quatro profetas, já atribuído ao próprio Rafael e a Timoteo Viti. | Santa Maria della Pace Roma                                    |
| &0000000000026727.000000 | Madonna dell'Impannata (Virgem com o Menino, Santa Catarina, Santa Elisabete e São João Batista) c. 1513-1514 (?) Óleo sobre madeira 158 × 125 cm | Rafael e/ou ateliê O grau de participação de Rafael nessa obra, bastante representativa de sua produção em meados da década de 1510, é objeto de intenso debate. Para alguns críticos, as figuras do Menino Jesus e/ou Santa Elisabete teriam sido executadas por Rafael. Para outros, toda a composição é trabalho dos assistentes do mestre. | Galeria Palatina Florença                                      |
| &0000000000026727.000000 | Madona dos candelabros c. 1513 Óleo sobre madeira 65 cm de diâmetro                                                                               | Ateliê de Rafael A crítica contemporânea tende a creditar essa obra, em sua totalidade ou em parte substancial, aos assistentes de Rafael. | Walters Art Museum Baltimore                                   |
| &0000000000026727.000000 | Madona da Cadeira (Virgem com o Menino e São João Batista Criança) c. 1513-1514 Óleo sobre madeira 71 cm de diâmetro                              | Rafael Esta madona distingue-se das muitas outras executadas por Rafael em razão de sua peculiar composição, harmonizando as três figuras com a forma circular do painel e posicionando-as mais próximas do espectador, criando a impressão de um reflexo de um espelho convexo. O olhar da Virgem e do Menino, voltados diretamente ao observador, criam uma atmosfera de intimidade bastante rara nas madonas de Rafael. | Galeria Palatina Florença                                      |
| &0000000000026727.000000 | Madona do peixe c. 1513-1514 Óleo sobre madeira 215 x 158 cm                                                                                      | Rafael e/ou ateliê A obra foi encomendada por um napolitano chamado Giambattista del Doce e permaneceu em sua capela privada de S. Domenico Maggiore até ser adquirida por um vice-rei da Espanha. Acredita-se que partes da composição tenham sido realizadas por assistentes de ateliê, incluindo-se Francesco Penni e Giulio Romano. | Museu do Prado Madri                                           |
| &0000000000026727.000000 | Madona Sistina c. 1513-1514 Óleo sobre tela 265 x 196 cm                                                                                          | Rafael Este retábulo, uma das mais famosas madonas de Rafael, foi executado a pedido de Júlio II para a igreja de S. Sisto em Piacenza, onde se localizava o túmulo de Sisto II, nomeado por Sisto IV (tio de Júlio II) patrono da casa Della Rovere. A obra permaneceu em Piacenza até 1754, quando foi adquirida pelo rei da Saxônia. | Gemäldegalerie Alte Meister Dresden                            |
| &0000000000026727.000000 | Sagrada Família com São João Batista c. 1513-1514 Óleo sobre madeira 154,5 x 114 cm                                                               | Rafael e/ou ateliê | Kunsthistorisches Museum Viena                                 |
| &0000000000026727.000000 | Retrato de um homem (Auto-retrato ?) c. 1513-1514 Óleo sobre madeira 59 x 75 cm                                                                   | Rafael A obra foi identificada no século XIX como um auto-retrato. Posteriormente, o modelo foi identificado como o Duque de Urbino, Francesco Maria della Rovere, ou o Duque de Mântua, Federigo Gonzaga. A obra foi roubada pelos nazistas em 1939, durante a ocupação da Polônia, e nunca mais reapareceu. É a mais importante das pinturas saqueadas durante a Segunda Guerra Mundial. | Museu Czartoryski Cracóvia (até 1939)                          |
| &0000000000026727.000000 | Madonna della tenda c. 1514 Óleo sobre madeira 65,8 x 51,2 cm                                                                                     | Rafael A composição desta obra é bastante semelhante a da "Madona da cadeira". Já não restam dúvidas significativas quanto à autoria, mas ainda não há unanimidade quanto à datação da obra: alguns críticos acreditam que a obra seria posterior à madona supracitada, enquanto outros defendem o oposto. | Alte Pinakothek Munique                                        |
| &0000000000026727.000000 | O incêndio do Borgo 1514 Afresco 500 × 670 cm | Rafael Por encomenda de Leão X, sucessor de Júlio II, Rafael iniciou os afrescos do terceiro aposento do Palácio Apostólico do Vaticano, denominado Stanza dell'Incendio, tendo por tema episódios da igreja durante o período carolíngio. Sobrecarregado com encomendas, Rafael executaria de suas próprias mãos somente o mural do Incêndio do Borgo, deixando a seus assistentes o restante do trabalho. Seu antigo mestre, Pietro Perugino, executou a decoração do teto. A cena representa um incêndio nos arredores do Vaticano que teria sido extinto graças à benção do Papa Leão IV. Nesta obra, Rafael parece ter posto limites à sua imaginação pictórica: a composição carece da harmonia que é tão característica do pintor; o incêndio se desenvolve apenas de forma marginal, inexpressiva, e a reação das personagens parece muito mais trivial, se comparada aos afrescos anteriores. | Stanza dell'Incendio, Palácio Apostólico, Vaticano. Vaticano   |
| &0000000000026727.000000 | A batalha de Óstia 1514-1515 Afresco 500 × 770 cm                                                                                                 | Ateliê de Rafael A obra representa o confronto entre as forças militares eclesiásticas e uma frota árabe ocorrida no ano 849. À esquerda, Leão IV, personificado por Leão X, pode ser visto, rendendo graças à intervenção divina, que destruiu a frota áraba com uma tempestade. A cena é provavelmente uma referência às intenções de Leão X de promover uma cruzada contra os turcos. O afresco é obra de assistentes de ateliê, mas baseou-se em desenhos preparatórios produzidos pelo mestre. | Stanza dell'Incendio, Palácio Apostólico, Vaticano. Vaticano   |
| &0000000000026727.000000 | O juramento do Papa Leão III 1516-1517 Afresco 500 × 770 cm                                                                                       | Ateliê de Rafael O afresco, executado por assistentes de Rafael, representa o Papa Leão III fazendo o juramento diante do altar de São Pedro, no ano 800, diante de Carlos Magno e da assembléia eclesiástica romana. Assim como ocorrido no afresco da Batalha de Hóstia, também aqui Papa Leão III apresenta a fisionomia de seu futuro sucessor, Leão X. | Stanza dell'Incendio, Palácio Apostólico, Vaticano. Vaticano   |
| &0000000000026727.000000 | A coroação de Carlos Magno 1516-1517 Afresco 500 × 670 cm                                                                                         | Ateliê de Rafael Último dos afrescos da Stanza dell'Incendio, executados por assistentes de Rafael. A obra representa a coroação de Carlos Magno no ano 800, na Basílica Vaticana. No afresco, o imperador apresenta os traços fisionômicos do rei Francisco I, entronado em 1515. Tal característica certamente é reflexo do desejo do comitente, o Papa Leão X, de forjar uma aliança política com o reino da França. | Stanza dell'Incendio, Palácio Apostólico, Vaticano. Vaticano   |
| &0000000000026727.000000 | Êxtase de Santa Cecília c. 1514-1515 Óleo sobre tela transferido para madeira 220 x 136 cm                                                        | Rafael Este retábulo foi provavelmente encomendado a Rafael por Elena Duglioli dall'Olio, para figurar em sua capela privada em Bolonha. O tema teria sido sugerido por Elena, famosa por suas visões místicas, onde músicas celestiais sempre se faziam presentes. Essa seria a razão do painel representar Santa Cecília, padroeira dos músicos. | Pinacoteca Nacional Bolonha                                    |
| &0000000000026727.000000 | Retrato de Baldassare Castiglione 1514-1515 Óleo sobre tela transferido para madeira 82 x 67 cm                                                   | Rafael e/ou ateliê O retrato foi executado em Roma entre 1514 e 1515, por ocasião do apontamento de Castiglione como representante do Duque de Urbino junto ao Papa. A atribuição da obra a Rafael é incerta: uma carta datada de 1516, enviada por Pietro Bembo ao Cardeal Bibbiena, afirma que a obra "parece ser da mão de um dos pupilos de Rafael". A alta qualidade da composição, entretanto, advoga a favor da participação de Rafael em sua execução. | Museu do Louvre Paris                                          |
| &0000000000026727.000000 | Retrato de Bindo Altoviti c. 1515 Óleo sobre madeira 59,7 x 43,8 cm                                                                               | Rafael Durante o século XIX, acreditava-se que esta obra fosse um auto-retrato. Sabe-se hoje que o modelo é o banqueiro e colecionador de arte! florentino Bindo Altoviti. A graciosidade e erotismo emanado nesta obra é inusual no corpus de retratos masculinos de Rafael. | National Gallery of Art Washington, D.C.                       |
| &0000000000026727.000000 | La Donna Velata (Retrato de moça com véu) c. 1515-1516 Óleo sobre tela 82 × 60,5 cm                                                               | Rafael A retratada é tradicionalmente identificada como a mesma modelo da obra La Fornarina, que, segundo alguns estudiosos, seria Margherita Luti, amante de Rafael durante seu período romano. Essa hipótese, entretanto, permanece meramente conjectural e é possível que as semelhanças entre as duas mulheres sejam devidas a uma concepção de beleza ideal do artista nesse período. | Galeria Palatina Florença                                      |
| &0000000000026727.000000 | A pesca milagrosa (cartão de tapeçaria) c. 1515-1516 Têmpera sobre cartão 319 × 399 cm                                                            | Rafael e ateliê Entre 1515 e 1516, por encomenda do Papa Leão X, Rafael produziu dez grandes cartões de transferência, com cenas do Evangelho e dos Atos dos Apóstolos, para a produção de tapeçarias para decorar a Capela Sistina. Sete dos dez cartões chegaram aos dias de hoje. Todos encontram-se conservados no Victoria & Albert Museum de Londres. | Victoria and Albert Museum Londres                             |
| &0000000000026727.000000 | A entrega das chaves a São Pedro (cartão de tapeçaria) c. 1515-1516 Têmpera sobre cartão 343 × 532 cm                                             | Rafael e ateliê | Victoria and Albert Museum Londres                             |
| &0000000000026727.000000 | A cura do aleijado (cartão de tapeçaria) c. 1515-1516 Têmpera sobre cartão 342 × 536 cm                                                           | Rafael e ateliê | Victoria and Albert Museum Londres                             |
| &0000000000026727.000000 | A morte de Ananias (cartão de tapeçaria) c. 1515-1516 Têmpera sobre cartão 342 × 532 cm                                                           | Rafael e ateliê | Victoria and Albert Museum Londres                             |
| &0000000000026727.000000 | A conversão do pró-consul (cartão de tapeçaria) c. 1515-1516 Têmpera sobre cartão 342 × 446 cm                                                    | Rafael e ateliê | Victoria and Albert Museum Londres                             |
| &0000000000026727.000000 | O sacrifício em Listra (cartão de tapeçaria) c. 1515-1516 Têmpera sobre cartão 347 × 542 cm                                                       | Rafael e ateliê | Victoria and Albert Museum Londres                             |
| &0000000000026727.000000 | São Paulo pregando em Atenas (cartão de tapeçaria) c. 1515-1516 Têmpera sobre cartão 343 × 442 cm                                                 | Rafael e ateliê | Victoria and Albert Museum Londres                             |
| &0000000000026727.000000 | Andrea Navagero e Agostino Beazzano (Duplo retrato) c. 1516 Óleo sobre tela (transferido de madeira?) 76 × 107 cm                                 | Rafael Uma carta escrita por Pietro Bembo em 1516 e endereçada ao Cardeal Bibbiena revela que Rafael, Castiglione, Navagero e Beaziano pretendiam fazer uma viagem juntos. Conforme a literatura tradicional, Rafael teria realizado este duplo retrato antes da partida, como um presente para um amigo em comum de ambos. | Galeria Doria Pamphilj Roma                                    |
| &0000000000026727.000000 | Retrato do Cardeal Bibbiena c. 1516 Óleo sobre tela 85 × 66,3 cm                                                                                  | Ateliê de Rafael (Cópia?) O modelo do retrato é o cardeal Bernardo Dovizi da Bibbiena, tio da noiva de Rafael, secretário do Papa Leão X e o homem mais importante da corte papal. A composição e o uso característico dos tons de vermelho e branco são típicos de Rafael. Entretanto, a postura excessivamente rígida do retratado pesa contra uma atribuição ao mestre. Para alguns especialistas, a obra foi pintada por assistentes de ateliê. Outros especialistas acreditam que se trata de uma cópia de um original perdido. | Galeria Palatina Florença                                      |
| &0000000000026727.000000 | A Sagrada Família com São João Batista (Madonna del Passeggio) c. 1516 Óleo sobre madeira 90 × 63,3 cm                                            | Rafael e/ou ateliê É provável que Gianfrancesco Penni seja o autor dessa obra. | Galeria Nacional da Escócia Edimburgo                          |
| &0000000000026727.000000 | São João Batista no deserto c. 1516 Óleo sobre madeira transferido para tela 135 × 142 cm                                                         | Rafael e/ou ateliê Esta obra, que mostra a forte influência dos esquemas compositivos dos ignudi de Michelangelo na Capela Sistina, foi executada por volta de 1516 por encomenda de Adrien Gouffier, Cardeal de Boissy. O grau de participação de Rafael na obra é controverso. | Museu do Louvre Paris                                          |
| &0000000000026727.000000 | A queda a caminho do calvário (O Desmaio da Sicília) c. 1516-1517 Óleo sobre madeira transferido para tela 135 × 142 cm                           | Rafael e ateliê A obra foi encomendada a Rafael por Jacopo Basilio para figurar no Monastério de Santa Maria dello Spasimo, em Palermo. É provável a participação de assistentes de ateliê em algumas partes da obra que, não obstante, é em grande parte autógrafa do mestre. | Museu do Prado Madri                                           |
| &0000000000026727.000000 | A Visitação c. 1517 Óleo sobre madeira 200 × 145 cm                                                                                               | Rafael e/ou ateliê Obra encomendada por Giovanni Branconio, em honra de seu pai Marino Branconio, para a capela da igreja de San Silvestre de Áquila. Rafael executou o desenho, mas a execução ficou a cargo de assistentes de ateliê, indistintamente identificados como Giulio Romano, Gianfrancesco Penni ou Perino del Vaga. | Museu do Prado Madri                                           |
| &0000000000026727.000000 | O conselho dos deuses (decoração do teto da Loggia de Psiquê) 1517-1518 Afresco n.d.                                                              | Ateliê de Rafael Em 1517, Agostinho Chigi encomendou a Rafael a decoração do teto da loggia do primeiro andar de sua residência romana (Villa Farnesina), para a qual o mestre de Urbino já havia executado, alguns anos antes, o afresco do Triunfo de Galatéia. Os afrescos representam a história de Psiquê, um mito derivado do Asno de Ouro de Apuleio (século II d.C.). Rafael concebeu desenhos preparatórios para a encomenda, mas a maior parte da execução ficou a cargo de assistentes, tais como Giovanni da Udine, Giulio Romano, Raffaellino del Colle e Gianfrancesco Penni. | Villa Farnesina Roma                                           |
| &0000000000026727.000000 | O banquete das núpcias (decoração do teto da Loggia de Psiquê) 1517-1518 Afresco n.d.                                                             | Ateliê de Rafael | Villa Farnesina Roma                                           |
| &0000000000026727.000000 | Vênus e Cupido (decoração do teto da Loggia de Psiquê) 1517-1518 Afresco n.d.                                                                     | Ateliê de Rafael (Raffaellino del Colle?) | Villa Farnesina Roma                                           |
| &0000000000026727.000000 | Mercúrio (decoração do teto da Loggia de Psiquê) 1517-1518 Afresco n.d.                                                                           | Ateliê de Rafael (Giulio Romano?) | Villa Farnesina Roma                                           |
| &0000000000026727.000000 | Vênus em seu carro (decoração do teto da Loggia de Psiquê) 1517-1518 Afresco n.d.                                                                 | Ateliê de Rafael (Giulio Romano?) | Villa Farnesina Roma                                           |
| &0000000000026727.000000 | Vênus e Júpiter (decoração do teto da Loggia de Psiquê) 1517-1518 Afresco n.d.                                                                    | Ateliê de Rafael (Giovannni Francesco Penni?) | Villa Farnesina Roma                                           |
| &0000000000026727.000000 | Cupido e as Três Graças (decoração do teto da Loggia de Psiquê) 1517-1518 Afresco n.d.                                                            | Ateliê de Rafael (Giulio Romano?) | Villa Farnesina Roma                                           |
| &0000000000026727.000000 | Vênus, Ceres e Juno (decoração do teto da Loggia de Psiquê) 1517-1518 Afresco n.d.                                                                | Ateliê de Rafael (Giulio Romano?) | Villa Farnesina Roma                                           |
| &0000000000026727.000000 | Psiquê transportada por amorini (decoração do teto da Loggia de Psiquê) 1517-1518 Afresco n.d.                                                    | Ateliê de Rafael (Giulio Romano?) | Villa Farnesina Roma                                           |
| &0000000000026727.000000 | Vênus e Psiquê (decoração do teto da Loggia de Psiquê) 1517-1518 Afresco n.d.                                                                     | Ateliê de Rafael (Giulio Romano?) | Villa Farnesina Roma                                           |
| &0000000000026727.000000 | Júpiter e Cupido (decoração do teto da Loggia de Psiquê) 1517-1518 Afresco n.d.                                                                   | Ateliê de Rafael (Giulio Romano?) | Villa Farnesina Roma                                           |
| &0000000000026727.000000 | Mercúrio e Psiquê (decoração do teto da Loggia de Psiquê) 1517-1518 Afresco n.d.                                                                  | Ateliê de Rafael (Giovanni Francesco Penni?) | Villa Farnesina Roma                                           |
| &0000000000026727.000000 | Retrato do Papa Leão X com dois cardeais c. 1517-1518 Óleo sobre madeira 155 × 119 cm                                                             | Rafael Esta obra foi executada por Rafael para ser enviada a Florença em 1518, com o objetivo de "representar" o Papa Leão X no casamento de seu irmão, Lorenzo. Andrea del Sarto realizou uma cópia dessa composição em 1524, a pedido do Duque de Mântua. | Galleria degli Uffizi Florença                                 |
| &0000000000026727.000000 | Madona da rosa c. 1517-1520 Óleo sobre tela 103 × 84 cm                                                                                           | Rafael e/ou ateliê A composição desta obra é baseada na Madona do Fuso de Leonardo da Vinci. A autoria de Rafael não é certa e a possibilidade de participação de Giulio Romano nesta obra não deve ser excluída. | Museu do Prado Madri                                           |
| &0000000000026727.000000 | Madona de Bogotá c. 1517-1520 (?) | Atribuída a Rafael A obra, uma variação da Madona da Rosa, foi tradicionalmente identificada no passado como obra do artista colombiano Gregorio Vazquez Arce y Ceballos, foi localizada em uma coleção particular de Bogotá em 1938 e atribuída a Rafael por Santiago Martinez Delgado. Esta hipótese encontrou relativa aceitação à época, mas tende a ser rejeitada pela crítica contemporânea. | Coleção particular Nova Iorque (?)                             |
| &0000000000026727.000000 | A visão de Ezequiel c. 1518 Óleo sobre madeira 40 × 30 cm                                                                                         | Rafael Obra bastante elogiada por Giorgio Vasari, A visão de Ezequiel se destaca pela monumentalidade de sua composição, não obstante suas pequenas dimensões. O pintor retoma nesta obra aspectos característicos de sua produção juvenil em Florença: o cuidado extremo com a geometrização e com a orquestração compositiva. | Galeria Palatina Florença                                      |
| &0000000000026727.000000 | São João Batista c. 1518 Óleo sobre tela 165 × 147 cm                                                                                             | Rafael e/ou ateliê É provável que esta pintura tenha sido executada por assistentes do ateliê de Rafael a partir de um esboço inicial do mestre. A paisagem rochosa em segundo plano e o modelado da figura do santo mostram a forte influência de Leonardo da Vinci. | Galleria degli Uffizi Florença                                 |
| &0000000000026727.000000 | Sagrada Família (La Perla) c. 1518 Óleo sobre madeira 147,4 × 116 cm                                                                              | Rafael e/ou ateliê Encomendada por Ludovico Canossa, esta obra foi executada por assistentes de ateliê (Giulio Romano?) a partir de um esboço inicial de Rafael. | Museu do Prado Madri                                           |
| &0000000000026727.000000 | Cabeça feminina (Perla de Módena) c. 1518 Óleo sobre madeira 35 × 30 cm                                                                           | Atribuído a Rafael Considerado por muito tempo como uma cópia, esta cabeça feminina foi recentemente identificada por especialistas italianos como um fragmento de uma suposta composição original de Rafael para La Perla, do Museu do Prado. | Galleria Estense Módena                                        |
| &0000000000026727.000000 | Sagrada Família do carvalho c. 1518 Óleo sobre madeira 144 × 110 cm                                                                               | Rafael e/ou ateliê Obra executada por assistentes de ateliê (Giulio Romano?) a partir de um esboço inicial de Rafael. | Museu do Prado Madri                                           |
| &0000000000026727.000000 | Madona do Diadema Azul (Virgem com o Menino e São João Batista Criança) c. 1518 Óleo sobre madeira 68 × 44 cm                                     | Ateliê de Rafael Não se conhece nenhum desenho preparatório executado especificamente para esta composição, que, entretanto, certamente deriva do protótipo desenvolvido por Rafael em sua Madona de Loreto. A paleta clara e o tom de "porcelana" da matéria pictórica advogam em favor de uma atribuição a Gian Francesco Penni, discípulo de Rafael. | Museu do Louvre Paris                                          |
| &0000000000026727.000000 | São Miguel derrota Satanás (O grande São Miguel) 1518 Óleo sobre madeira transferido para tela 268 × 160 cm                                       | Rafael e/ou ateliê A obra foi encomendada a Rafael pelo Papa Leão X e oferecida por seu sobrinho, Lorenzo de Médici, ao rei da França, Francisco I, Grão-Mestre da Ordem de São Miguel. A composição reflete o contexto das alianças diplomáticas seladas entre a França e o papado, como um símbolo da promessa de união para combater as forças do Império Otomano. O grau de participação de Rafael na execução dessa pintura ainda é objeto de debate. A historiografia original cogita que boa parte da execução deve-se a Giulio Romano, pupilo de Rafael. Restaurações recentes, entretanto, apontam para uma participação mais efetiva do mestre na composição. | Museu do Louvre Paris                                          |
| &0000000000026727.000000 | A Sagrada Família de Francisco I (A grande Sagrada Família) 1518 Óleo sobre madeira transferido para tela 207 × 140 cm                            | Rafael e/ou ateliê Esta obra foi encomendada pelo Papa Leão X e enviada como presente para o rei da França, Francisco, I em 1518, nas mesmas cirscunstâncias da obra São Miguel derrota Satanás. O anjo que coroa a Virgem Maria é uma referência a então recente maternidade da rainha Cláudia. A obra é assinada por Rafael, mas é provável que a maior parte da composição tenha sido executada por assistentes de ateliê. | Museu do Louvre Paris                                          |
| &0000000000026727.000000 | Retrato de Isabel de Requesens, Vice-Rainha de Nápoles 1518 Óleo sobre madeira 120 × 95 cm                                                        | Rafael e/ou ateliê Este retrato foi encomendado pelo Cardeal Bibbiena como um presente para o Rei Francisco I e foi provavelmente executado por um dos pupilos de Rafael, talvez Giulio Romano, a partir de um estudo preparatório do mestre, hoje perdido. Por um erro de Brantome, a retratada foi por muito tempo identificada como Joana de Aragão. | Museu do Louvre Paris                                          |
| &0000000000026727.000000 | Retrato de Lorenzo de' Medici c. 1518 Óleo sobre tela 97 × 79 cm                                                                                  | Atribuído a Rafael (cópia ?) Considerada por muito tempo como uma cópia de um original perdido de Rafael, este retrato de Lorenzo de' Medici foi recentemente reinserido no corpus de obras do pintor por alguns críticos. A obra foi vendida em um leilão em 2007 por mais de 37 milhões de dólares, estabelecendo um recorde para valores pagos por obras atribuídas ao artista. | Coleção particular                                             |
| &0000000000026727.000000 | Virgem com o Menino, Santa Elisabete e São João Batista em uma paisagem (A pequena Sagrada Família) c. 1518-1519 Óleo sobre madeira 38 × 32 cm    | Ateliê de Rafael A crítica contemporânea tende a atribuir esta obra a Giulio Romano. | Museu do Louvre Paris                                          |
| &0000000000026727.000000 | Céres, ou Alegoria da Abundância c. 1518-1519 (1516?) Óleo sobre madeira 38 × 31 cm                                                               | Ateliê de Rafael A obra foi encomendada ao ateliê de Rafael pelo cardeal Bernardo Dovizi Bibbiena, cujo nome, Dovizi, significa "abundância", e que tinha por emblema seis espigas de trigo. O autor do painel é provavelmente Giulio Romano. É tradicionalmente identificada como um pendant da Pequena Sagrada Família. | Museu do Louvre Paris                                          |
| &0000000000026727.000000 | Auto-retrato com um amigo c. 1518-1519 Óleo sobre tela 99 × 83 cm                                                                                 | Rafael A identidade do amigo de Rafael neste duplo retrato permanece incógnita. Inventários do século XVII identificam-no como Pordenone ou Pontormo, mas a comparação fisionômica com outros retratos seguros destes artistas não favorece tais hipóteses. O nome de Giulio Romano aparece como uma alternativa mais provável, mas poderia se tratar também de Branconio dell'Aquila, testamenteiro do artista, Pietro Aretino ou Antonio da Sangallo, o Jovem. | Museu do Louvre Paris                                          |
| &0000000000026727.000000 | La fornarina c. 1518-1519 Óleo sobre madeira 85 × 60 cm                                                                                           | Rafael e/ou ateliê Para alguns historiadores, a modelo dessa obra é Margherita Luti, amante de Rafael em seu período romano. Os ramo de louro e mirta em segundo plano foram adicionados à pintura posteriormente. Originalmente, a personagem estava disposta diante de uma paisagem aberta, à maneira das representações de Vênus da escola veneziana. O grau de participação de Rafael na composição permanece incerto. O adorno no braço esquerdo da personagem, entretanto, traz sua assinatura. | Galleria Nazionale d'Arte Antica Roma                          |
| &0000000000026727.000000 | Santa Margarida c. 1518-1519 Óleo sobre madeira 192 × 122 cm                                                                                      | Rafael e/ou ateliê | Kunsthistorisches Museum Viena                                 |
| &0000000000026727.000000 | Retrato de um jovem c. 1518-1519 Óleo sobre madeira 43,8 × 29 cm                                                                                  | Rafael e/ou ateliê Esta obra é típica dos últimos anos de Rafael, nas quais seu grau de participação na execução das encomendas recebidas obras continua bastante controverso. Muitas das obras desse período eram executadas, inteira ou parcialmente, por assistentes de ateliê, nomeadamente Giulio Romano e Gianfrancesco Penni. | Museu Thyssen-Bornemisza Madri                                 |
| &0000000000026727.000000 | Transfiguração c. 1518-1520 Óleo sobre madeira 405 × 278 cm                                                                                       | Rafael e ateliê Obra encomendada a Rafael por Giulio de' Medici, para figurar na Catedral de Narbonne. A obra foi deixada inacabada por Rafael, sendo completada por Giulio Romano. Por muito tempo creditou-se a maior parte da execução a assistentes de ateliê, mas restaurações recentes mostram que a pintura é em grande parte autógrafa do mestre. | Pinacoteca Vaticana Vaticano                                   |
| &0000000000026727.000000 | Retrato de moça c. 1520 Óleo sobre madeira 60 × 44 cm                                                                                             | Rafael e/ou ateliê Obra de difícil atribuição, típica da última fase de Rafael. É possível que Giulio Romano seja o autor. A identidade do modelo permanece desconhecida. Para Berenson e Peter Gould a retratada seria a mesma que aparece na obra La fornarina, do Palazzo Barberini. A autoria de Rafael não é certa e a possibilidade de participação de Giulio Romano nesta obra não deve ser excluída. | Museu de Belas Artes Estrasburgo                               |